# 旧石器時代
旧石器時代（きゅうせっきじだい、英語: Pal(a)eolithic Age）とは、ホモ・ハビリスなどヒト属による石器（打製石器）の使用が始まった時代で、石器時代の初期・前期にあたる。年代的には260万年前に始まる。地球が寒冷化して氷河時代となり、陸地の約3分の1が氷におおわれるような氷期と、暖かい間氷期とがくりさえされるようになった。旧石器時代は石器の出現から農耕の開始までの時代（完新世）をさす。旧石器時代の語源はギリシャ語で παλαιός （palaios, 古い）＋ λίθος （lithos, 石）である。

## 時代区分

### 区分法
通常、旧石器時代は以下の3つに区分される。
1. 前期旧石器時代
  - 手斧がひろく用いられた時代。この時代の人類はホモ・ハビリスおよびホモ・エレクトスが主流であった。
2. 中期旧石器時代
  - 剥片石器が出現した時代。
  - ネアンデルタール人が広がった。極東アジアの中期石器文化の特徴から、ヨーロッパから来たネアンデルタール人に依ったものではなく、アジアの原人から進化した古代型新人によって形成された可能性が大きいとされる。
3. 後期旧石器時代
  - 石器が急速に高度化、多様化した時代。このような技術革新の原動力を言語に求める説もある。クロマニョン人（ホモ・サピエンス）が主流となり、他の化石人類は急速に姿を消した。

### 主な文化の分類
区分法により、各文化は大きく3つの時代に分類される。
1. 前期旧石器時代（英語: Lower Paleolithic/Early Stone Age、約260万年前 - 約30万年前）
  1. オルドワン石器文化（約260万年前 - 約180万年前）
  2. アシュール文化（約170万年前 - 約10万年前）
  3. クラクトン文化（約30万年前 - 約20万年前）
2. 中期旧石器時代（英語: Middle Paleolithic/Middle Stone Age、約30万年前 - 約3万年前）
  1. ムスティエ文化（約30万年前 - 約3万年前）
  2. アテリア文化（英語版）（約8万2千年前）
3. 後期旧石器時代（英語: Upper Paleolithic/Later Stone Age、約3万年前 - 約1万年前）
  1. バラドスティアン文化（英語版）
  2. シャテルペロン文化
  3. オーリニャック文化
  4. グラヴェット文化
  5. ソリュートレ文化
  6. マドレーヌ文化
  7. ハンブルク文化
  8. アーレンスブルク文化（英語版）
  9. スウィデリアン文化（英語版）

### 日本における旧石器時代
日本における旧石器時代は、後期については、北は北海道から南は九州にかけて5000カ所を超える遺跡が確認される。前期／中期についても、数こそ少ないがいくつか確認されている。
前期旧石器遺跡については全て捏造であったことが判っている（旧石器捏造事件を参照）。中期も多くが前期旧石器を捏造をした人物が関与していて否定的である。
捏造事件発覚以後に新しく発見された遺跡については議論がある。

## 人口
人類の生きた最古の時代である旧石器時代の人口推定値が、研究者によって算定した基準の違いがあるが、発表されている。旧石器時代前期（260万〜20万年前）12万5千人、同中期（20万〜4万年前）100〜120万人、同後期（4万〜1万3千年前）220〜300万人。

## 生業と社会
氷河期下の前期旧石器時代には概ねホモ・ハビリスやホモ・エレクトスなどの原人類、中期旧石器時代には概ねネアンデルタール人などの旧人類が石器を武器にして群れで動物の狩りをしていた時代であり社会構造ははっきりしない。判明しているのは原始的な採集、集団生活の痕跡、樹の皮や獣皮の加工をしていた事である。火の利用は100万年前程度からである。後の方の更新世の北京原人などは次第に洞穴に住まい、若干の言語を使っていたようである。ネアンデルタール人はマンモス等の狩りなどで石器も次第に高度なものとなり小屋を作って器具の加工、獲物の解体や火炉で調理をしていた。埋葬の習慣も見られ、壁画などを描き始める。
社会と呼べるものが検証できるのは後期旧石器時代、概ね新人類（クロマニョン人など、諸説あり）が登場してからである。石器類はさらに高度化し槍、釣り針、網なども使われた。集落での集団生活を中心として栄えた痕跡が顕著となる。集団間での抗争や交易、集団内での原始的な宗教儀礼も確認される。
大きな変化が現れるのはネアンデルタール人が絶滅し更新世が終わって中石器時代・亜旧石器時代に入り気候が温暖化してからである。氷河が後退しマンモスやトナカイ等の大型獣が北の寒冷地に去り、代わりに温暖地ではイノシシやシカなどが狩猟の対象となった。植物や魚介類の採集が発達する。イヌなどが家畜化され、狩猟や戦闘、踊りなどは壁画に描かれた。今日では家畜となっている多くの動物や、自生した栽培植物の原型を狩猟採集の対象としていた。
やがて人口が増加するほどに食糧が豊富となり、原始家屋を作り居住、農耕・牧畜が始める前の段階に入る。新石器時代の前ぶれである。それまでは狩猟採集社会であった。旧石器時代の人類の態様は地域によって多様である。
旧石器時代の社会は、群れまたは社会ごとに指導者が存在した。男性・女性はおおむね平等で、男性は狩猟、女性は漁労および育児を事としていたが、この役割はしばしば共有されており、明確な分業はされていなかったと考えられている。
当時の人糞の化石からは、旧石器時代の人類はハーブなど植物に関する知識が豊富であったことが知られ、現代人が想像するよりも健康的な食事が実現されていたことも判明している。

## 住居
住居のはじまりは、風雨や寒さを凌ぐためや外敵から身を守るために岩陰や洞穴に住んだり、大樹下などに寄り添って暮らしたり、遊動生活では簡単な小屋を造ったりしたことだろうと思われる。前期旧石器時代38万年前のフランスのテラ・マタ遺跡の小屋、13万年前のラザーレ洞穴内の小屋などが最古の住居といわれている。
ほかに古いものとしては、6万年前と計測されるウクライナ地方の中期旧石器時代のモロドヴァI遺跡の住居ないし風除け構造物がある。それは11×7メートルでマンモスの骨や牙で囲ったもので、15基の内炉跡が発見されている。狩猟のための見張り場であったと考えられている。

## 道具
当時の石器(打製石器)は、石や動物の骨を打ち欠いて作られた鋭利なナイフ、鏃、槍、ハンドアックスなど、多岐にわたるものがつくられた。また、木をくりぬいてカヤックやカヌーも作って水上移動をしていた。さらにシアン化水素やヘビの毒、アルカロイドなど毒物の扱いにも長けていた。食糧が腐らないよう、乾かしたり低温保存させたりということも知っていた。

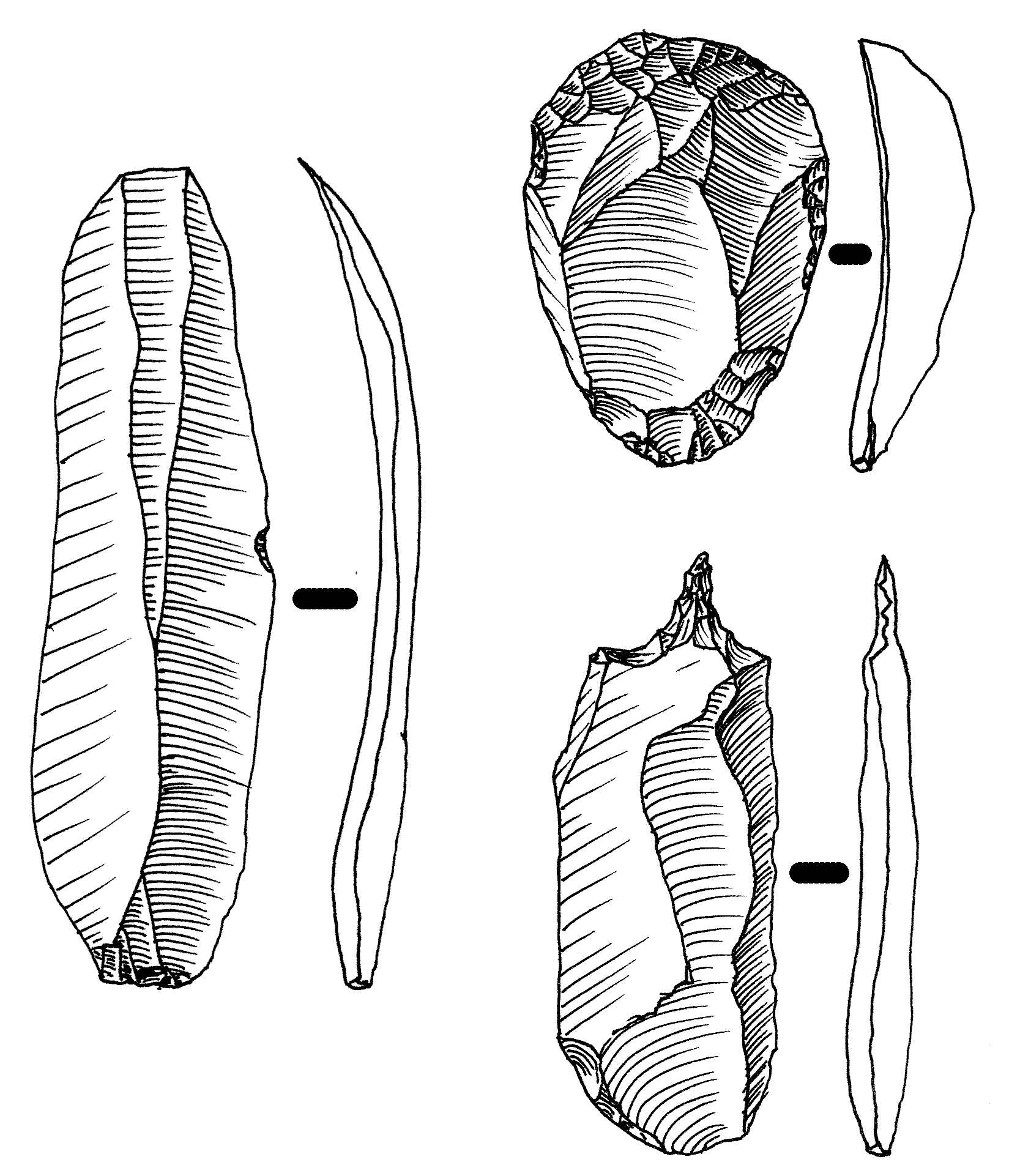
スクレイパーとよばれる剥片石器
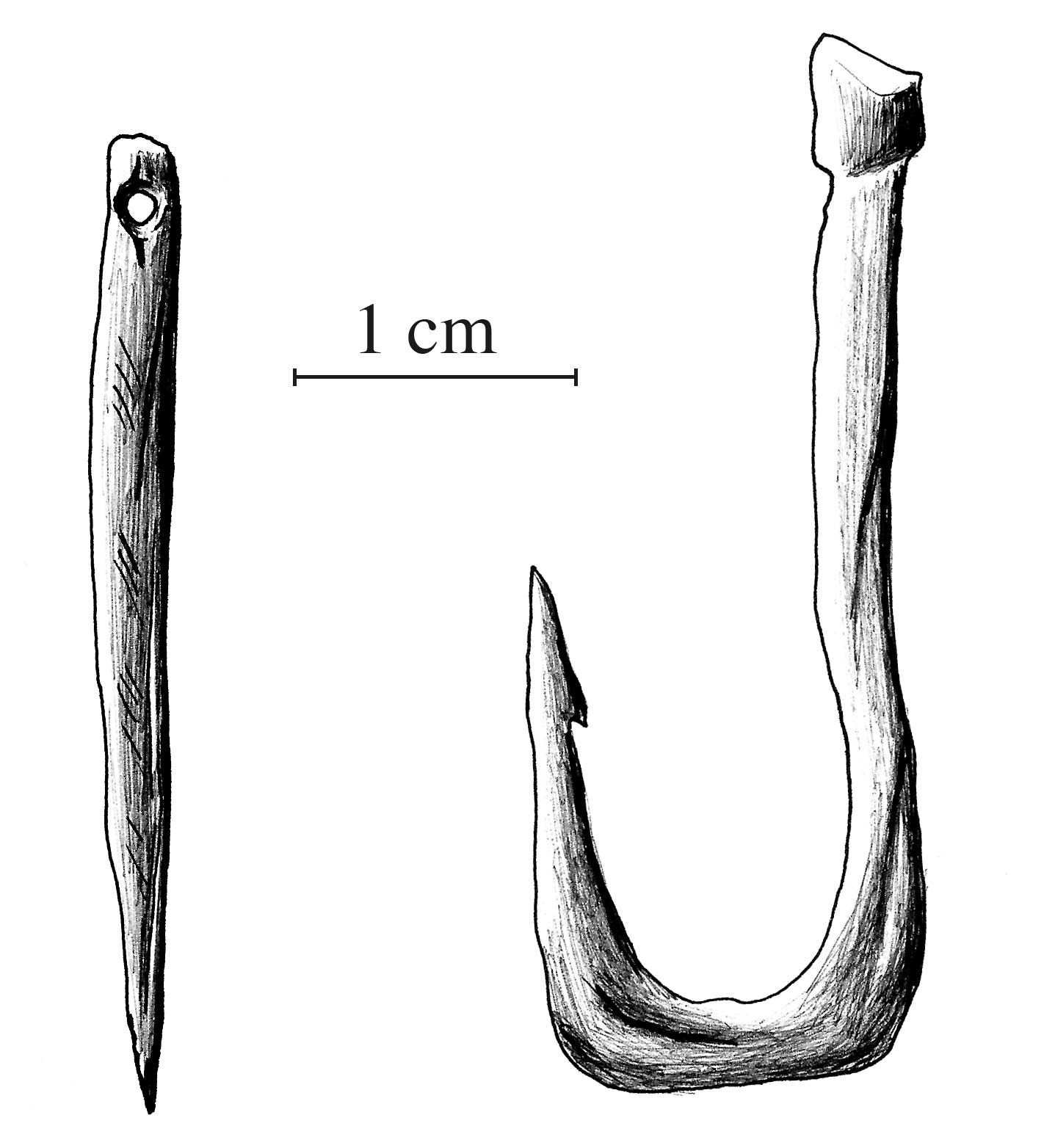
後期旧石器時代に作られた釣り針。材質は動物の骨

## 芸術文化
自然信仰と呪術が広く行われたが、晩期旧石器時代のヨーロッパでは35,000年前に最初の芸術が生まれた。絵画だけでなく塗装・彫刻も始まった。動物や女性などの彫刻が見つかっているが、その技術はきわめて高いとされる。芸術は信仰・呪術と緊密に結びついていた。